# Portrait de Démocrite
Le Démocrite est un tableau du peintre Antoine Coypel (1661-1722), réalisé en 1692. Démocrite (vers 460 av. J.C. - 370 av. J.C.) est un philosophe de la Grèce présocratique. Le tableau est aujourd'hui conservé au Musée du Louvre.

## Historique du tableau, contexte
Le tableau est entré au Louvre en 1869 dans le cadre d'un legs du docteur Louis La Caze (1798-1869). Selon toute vraisemblance, ce tableau a appartenu à Charles Tardif, intendant du maréchal de Bouffers, qui l'aurait acquis en 1723 de Blondel de Gagny, à un prix modique. Une autre version ovale a été conservée dans la famille du peintre jusqu'au décès du fils cadet Philippe en 1777.
Au revers du tableau, une attribution à Rubens est inscrite sur la barre médiane du châssis, accompagné d'un cachet de cire verte, ainsi que, sur la toile de rentoilage : Peint par P.P./Rubens. En 1630/cabinet de M. de Villiers. Le châssis serait en fait celui d'un Rubens, remployé avec l'intention de tromper un acheteur.
La légende d'un Démocrite rieur a pour source un texte apocryphe de l'Antiquité romaine, les Lettres du médecin Hippocrate à Damagète, dont il existait plusieurs traductions françaises du temps de Coypel. La représentation de Démocrite est souvent associée à celle d’Héraclite, figure teintée d’un pessimisme mélancolique. Et, face à l’irritabilité d’Héraclite, Démocrite répond par un éclat de rire coloré. Rubens a traité ce sujet en 1603, mais d’une autre manière (Démocrite et Héraclite, Valladolid, Museo Nacional de Escultura), puisqu’il a peint les deux protagonistes côte à côte, tout en offrant un jeu de contrastes colorés entre les deux manteaux rouge et noir des philosophes.
Une réplique autographe faite par son fils Charles-Antoine Coypel, de forme ovale, est conservée au musée Bernard-d'Agesci à Niort.

## Description
Le tableau est de format 69 cm sur 57 cm. Coiffé d’un bonnet en peau de renard et vêtu d’un manteau de velours, le philosophe aux cheveux et à la barbe blanche est représenté de trois-quarts, se tournant vers le spectateur, la main gauche à la hauteur de la poitrine. L'image est celle d'un vieillard barbu, puissant, rougeaud et édenté. 
Tourné vers le public, qu'il pointe du doigt, on ignore si le Grec, susbtitut du peintre, engage le spectateur à rire avec lui de la folie des hommes ou s'il le désigne au contraire comme le destinataire de ses sarcasmes.

## L'influence de Rubens
L'influence des Flamands est évidente, celle de Rubens en particulier : l'invitation au rire rappelle les personnages joviaux d’un Frans Hals ou les satyres ricanant qui peuplent les compositions mythologiques de Rubens. Nicole Garnier, auteure en 1989 de la monographie consacrée à Antoine Coypel, écrit à propos du Démocrite : « Le rubénisme éclate ici comme une véritable provocation ».
Lorsqu'il peint le tableau, Coypel est alors lié aux Rubénistes, tenants du coloris, dans la Querelle qui les opposait aux Poussinistes, partisans du dessin. Ami de Roger de Piles, théoricien du colorisme, Antoine Coypel fut à la même époque le destinataire d'une commande du duc de Richelieu, le principal introducteur des tableaux de Rubens en France.